# Чеслав Ланґ
Чеслав Ланґ (пол. Czesław Lang, 17 травня 1955) — польський спортсмен і велогонщик.
Срібний призер Олімпійських Ігор 1980 року в груповій шосейній гонці.